# Мікко Гар`ю
Мікко Гар`ю (тур. Mikko Harju; нар. 1991, Фінляндія) — фінський співак. 
Дебютний альбом «Sinä olet elämä» (Ти є життя) вийшов у травні 2018.

## Біографія
Мікко Гар`ю розпочав свою кар`єру в 2015, у червні з`явився перший синґл «Laulu raikaa», потім - «Mä olen tässä». У квітні 2016 він підписав контракт із Warner Music Finland. 
Перший синґл Мікко «Ehjä» з Warner вийшов у серпні 2016. Дебютний альбом Мікко «Sinä olet elämä» (Ти є життя) вийшов у травні 2018.

## Дискографія

### Альбоми
- Sinä olet elämä (2018)

### Синґли
- Laulu raikaa
- Ehjä
- Sinä riität
- Taivas ei oo rajana
- Tulkoon joulu
- Aikaa on jäljellä
- Timantti
- Anna mennä lennä